# Ablerus peruvianus
Ablerus peruvianus är en stekelart som beskrevs av Girault 1916. Ablerus peruvianus ingår i släktet Ablerus och familjen växtlussteklar. Inga underarter finns listade i Catalogue of Life.